# Rob Dewhurst
Robert Matthew Dewhurst (sinh ngày 10 tháng 9 năm 1971) là một cựu cầu thủ bóng đá người Anh thi đấu ở vị trí hậu vệ cho Blackburn Rovers, Darlington, Huddersfield Town, Hull City, Exeter City và Scunthorpe United.